# Béla Fleck and the Flecktones
Béla Fleck and the Flecktones ist eine US-amerikanische Band, deren überwiegend instrumentale Musik den Bereichen Bluegrass und Jazz sowie Kombinationen daraus zugeordnet wird.

## Geschichte
„Béla Fleck and the Flecktones“ wurde 1988 von Béla Fleck gegründet. In der ersten Besetzung spielte noch Howard Levy an Keyboard und Mundharmonika und die Brüder Victor und Roy Wooten an Bass und Synthaxe. Nach drei Alben verließ Howard Levy die Band 1992; die Band spielte daraufhin weiter als Trio, bis 1998 Jeff Coffin bei den Aufnahmen zu dem Album „Left of Cool“ dazustieß. Seitdem spielt „Béla Fleck and the Flecktones“ in unveränderter Besetzung weitere Studioalben ein und veranstaltet regelmäßig Tourneen mit oft bis zu 200 Konzerten im Jahr. Für das Studioalbum „Rocket Science“ formierte sich die Band 2011 wieder in der Originalbesetzung mit Levy und ohne Coffin.
Béla Fleck and the Flecktones sind für zahlreiche Grammys nominiert worden und gewannen bis jetzt drei dieser Auszeichnungen. Neben den Arbeiten an gemeinsamen Alben verfolgen die einzelnen Bandmitglieder auch eigene Projekte.

## Besetzung
Der Namensgeber Béla Fleck spielt akustische und elektronische Banjos; er spielt einen sehr eigenwilligen, improvisationsreichen Stil mit Elementen aus Bluegrass, Folk und Jazz. Victor Wooten spielt Bass und ist für seinen innovativen Stil und seine ausgezeichnete Spieltechnik bekannt. Sein Bruder Roy Wooten, der sich selbst Futureman nennt, spielt Percussion auf einem von ihm selbst entwickelten Instrument, einer SynthAxe, die er zur Ansteuerung weiterer Drumcomputer erweitert hat. Jeff Coffin spielt Saxophon und, seltener, Flöte. Howard Levy spielt Klavier und Mundharmonika, oft auch gleichzeitig.

## Diskografie
- 1990: Béla Fleck and the Flecktones
- 1991: Flight of the Cosmic Hippo
- 1992: UFO Tofu
- 1993: Three Flew Over the Cuckoo's Nest
- 1996: Live Art
- 1998: Left of Cool
- 1999: Greatest Hits of the 20th century
- 2000: Outbound
- 2002: Live at the Quick
- 2003: Little Worlds
- 2003: Ten from Little Worlds
- 2006: The Hidden Land
- 2008: Jingle All the Way
- 2011: Rocket Science

## Grammy Awards
- 1997
  - Beste Instrumentaldarbietung - Pop, „The Sinister Minister“ by Béla Fleck and the Flecktones
- 2001
  - Bestes zeitgenössisches Jazz-Album, Outbound von Béla Fleck and the Flecktones
- 2007
  - Bestes zeitgenössisches Jazz-Album, The Hidden Land von Béla Fleck and the Flecktones
- 2009
  - Bestes Instrumentalalbum – Pop, Jingle All the Way von Béla Fleck and the Flecktones